# 10558 Karlstad
10558 Karlstad (1993 RB7) là một tiểu hành tinh vành đai chính được phát hiện ngày 15 tháng 9 năm 1993 bởi E. W. Elst ở Đài thiên văn Nam Âu.